# ساندریان هالت
ساندریان هالت (انگلیسی: Sandrine Holt؛ زادهٔ ۱۹ نوامبر ۱۹۷۲) مدل و بازیگر کانادایی متولد بریتانیا است. وی از سال ۱۹۸۹ میلادی تاکنون مشغول فعالیت بوده‌است.
از نقش‌های قابل‌توجه او می‌توان به مجموعه‌های تلویزیونی ۲۴، خانه پوشالی، رستاخیز، مک‌گیور و گذرگاه و فیلم‌های اکشن علمی تخیلی بالستیک، رزیدنت ایول: آخرالزمان، جهان زیرین: بیداری و نابودگر: پیدایش اشاره کرد.

## فیلم‌شناسی
- راپا نوئی (۱۹۹۴)
- پوکاهانتس (۱۹۹۵)
- بالستیک (۲۰۰۲)
- رزیدنت ایول: آخرالزمان (۲۰۰۴)
- چهره‌ها در جمعیت (۲۰۱۱)
- جهان زیرین: بیداری (۲۰۱۲)
- پازل چینی (۲۰۱۳)
- نابودگر: پیدایش (۲۰۱۵)

### تلویزیون
- سی‌اس‌آی: میامی (۲۰۰۵)
- بخش فوریت‌های پزشکی (۲۰۰۵)
- ۲۴ (۲۰۰۶)
- روان‌کاو (۲۰۱۰)
- خانه پوشالی (۲۰۱۴–۲۰۱۳)
- رستاخیز (۲۰۱۵)
- از مردگان متحرک بترسید (۲۰۱۵)
- نقطه کور (۲۰۱۶)
- آقای ربات (۲۰۱۶)
- مک‌گیور (۲۰۱۷–۲۰۱۶)
- پرونده‌های ایکس (۲۰۱۸)
- هوملند (۲۰۱۸)
- گذرگاه (۲۰۱۸)
- نظم و قانون: واحد قربانیان ویژه (۲۰۱۸، ۲۰۱۶)
- فضای گسترده (۲۰۲۰)